# The Great Debaters
The Great Debaters ist ein US-amerikanisches Filmdrama aus dem Jahr 2007. Regie führte Denzel Washington, der auch die Hauptrolle übernahm und den Film mitproduzierte; das Drehbuch schrieb Robert Eisele.

## Handlung
Die Handlung spielt in den 1930er Jahren in den USA. Melvin B. Tolson organisiert den Debattierclub eines Colleges in Texas, wo er afroamerikanischen Studenten Redekunst beibringt.
Von den 360 Studenten melden sich 45, die er zu sich nach Hause einlädt. Davon wählt er schließlich vier aus: Samantha Booke, das einzige Mädchen, Henry Lowe, einen aggressiven Säufer, James Farmer, den Sohn eines Theologen, und Hamelton Burgess, einen Schüler vom letzten Jahr.
James Farmer sieht man als Nächstes auf einem Familienausflug, bei dem sein Vater ein Schwein anfährt. Der weiße Besitzer fordert Geld vom Vater, welcher ihm seinen 17-Dollar-Gehaltscheck überreicht. Der Weiße lässt ihn los, und der Vater soll ihn aufheben. Der Vater wird weiterhin damit gedemütigt, dass er das Schwein mit tragen soll.
Herr Tolson beginnt mit dem Training der Vier, die sich dadurch näher kennenlernen. Nach einem Schulball läuft James Herrn Tolson hinterher. Dieser hält in einer Scheune ein geheimes Treffen mit Farmern ab, welches gewaltsam von der Polizei und anderen Weißen gestürmt wird. Während Tolson den geschockten James mit sich zieht, brennt die Scheune ab.
Die erste Debatte steht an, die gleich mit dem besten „Negercollege“ im Land sein soll. Herr Tolson schreibt die Argumente dafür. Die Vier gewinnen und es folgen weitere Siege gegen ca. 10 andere Colleges. Sie bekommen weitere Einladungen.
Die Vier treffen sich bei Tolson zum Abendbrot. Wegen Gerüchten über den Lehrer und seiner politischen Einstellung tritt Burgess aus Angst aus. Samantha ersetzt seinen Rednerplatz und ihre erste Debatte läuft gut. Bei der darauf folgenden Feier geht sie mit Henry und sie verbringen die Nacht zusammen.
Herr Tolson wird nach der Zeugenaussage eines gefolterten Schwarzen festgenommen, woraufhin Schwarze vor dem Revier demonstrieren. Mit den Worten „Ein unrechtes Gesetz ist gar kein Gesetz“ von James Vater wird er freigelassen. Trotzdem verlieren sie viele Einladungen.
Die Vier geben nicht auf und wollen mit der renommierten Harvard University debattieren. Um diese zu beeindrucken, fahren sie zu einer Debatte, wobei sie auf dem Weg dahin Zeugen eines Lynchmords. Verängstigt fliehen sie vor den weißen Tätern, die sogar auf sie schießen.
Henry läuft weg und besäuft sich wieder. Zurück beim Haus knutscht er mit einem Mädchen. Das sehen Samantha und James. Daraufhin rennt Samantha weg und James streitet sich mit Henry. Bei der Debatte nimmt James den Platz von Samantha ein, bekommt aber kein Wort heraus. Die erste Niederlage.
Henry organisiert schließlich Harvard und überredet Tolson, Samantha wieder ins Team zu lassen.
Sie bereiteten die Debatte mit der Harvard University vor – mit Tolsons Argumenten – und müssen schließlich ohne ihn nach Harvard fahren, da er von der Polizei nicht weg durfte.
In Harvard bestaunten die Drei den riesigen Debattierraum und freuten sich über die 5 Dollar Tagesspesen für jeden.
Dann bekommen sie die Nachricht, Lehrerargumente seien nicht erlaubt, und das Thema wird gewechselt. Sie haben 48 Stunden Zeit, das neue Thema zu bearbeiten. Bei der Vorbereitung streiten sie sich, und Henry lief wieder einmal weg. Irgendetwas an dem Abend bringt ihn aber schließlich zur Vernunft, und er lässt Samantha und James die Debatte führen.
Die international ausgestrahlte Debatte wird gespannt von Freunden, Familie und der Schule verfolgt. Tolson hatte sich in den Saal geschlichen.
Sie gewinnen die Diskussion.

## Synchronisation
Die deutsche Synchronbearbeitung fertigte die Violetmedia GmbH nach dem Dialogbuch von Katharina Bock-Schröder und Kai Taschner an, der auch die Dialogregie führte.
| Darsteller        | Rolle                | Synchronstimme           |
| ----------------- | -------------------- | ------------------------ |
| Denzel Washington | Melvin B. Tolson     | Leon Boden               |
| Jermaine Wiliams  | Hamilton Burgess     | Hubertus von Lerchenfeld |
| Nate Parker       | Henry Lowe           | Patrick Schröder         |
| Denzel Whitaker   | James Farmer Jr.     | Tim Schwarzmaier         |
| Jurnee Smollett   | Samantha Booke       | Shandra Schadt           |
| Forest Whitaker   | Dr. James Farmer Sr. | Claus Brockmeyer         |
| Gina Ravera       | Ruth Tolson          | Sabine Gutberlet         |
| Kimberly Elise    | Pearl Farmer         | Sandra Schwittau         |

## Kritiken
Todd McCarthy schrieb am 18. Dezember 2007 in der Online-Version der Zeitschrift Variety, der Film sei „maßgeschneidert für maximale inspirative, historische und erzieherische Wirkung“. Ihm würden jedoch Realismus und psychologische Tiefe fehlen („the film lacks in realism and psychological depth“).

## Auszeichnungen
Der Film erhielt im Jahr 2007 den Freedom of Expression Award des National Board of Review. Er wurde in der Kategorie Bester Film – Drama für den Golden Globe Award nominiert. Denzel Whitaker wurde im Jahr 2008 für den Young Artist Award nominiert. Bei den Image Awards 2008 wurde The Great Debaters in den Kategorien Bester Film, Bester Hauptdarsteller (Denzel Washington), Beste Hauptdarstellerin (Jurnee Smollett) und Bester Nebendarsteller (Denzel Whitaker) ausgezeichnet; Denzel Washington als Regisseur, Nate Parker, Forest Whitaker und Robert Eisele wurden für den gleichen Preis nominiert. Der Film erhielt 2008 den Christopher Award sowie den Stanley Kramer Award und wurde für den Tonschnitt (Musik) für den Golden Reel Award nominiert.

## Hintergründe
Der Film wurde in verschiedenen Orten in Texas und in Louisiana, auf dem Gelände der Harvard University sowie in Boston gedreht. Seine Produktionskosten betrugen schätzungsweise 15 Millionen US-Dollar.
Am 3. Dezember 2007 fand in Beverly Hills eine Vorführung für die Kritiker statt. Die breite Veröffentlichung in den Kinos der USA startete am 25. Dezember 2007. Der Film spielte in den Kinos der USA ca. 30,2 Millionen US-Dollar ein. In Deutschland lief der Film nicht im Kino und wurde erst am 7. November 2011 auf DVD veröffentlicht.
Der Film beschreibt das Free Wiley Debate team, welches das Harvard College besiegt. In Wahrheit wurde nicht gegen Harvard, sondern gegen das Team der University of Southern California angetreten. Dieses Team war amtierender Meister. Das Wiley College gewann diesen Wettbewerb. Robert Eisele zufolge wurde Harvard als Beispiel gewählt, um die Bedeutung des Debattierclubs zu unterstreichen
Trotz ihres Sieges durfte sich das Team nicht Sieger nennen, da Schwarze erst nach dem Zweiten Weltkrieg offiziell zugelassen waren.